# Laetmatophilus paradurbanensis
Laetmatophilus paradurbanensis is een vlokreeftensoort uit de familie van de Podoceridae. De wetenschappelijke naam van de soort is voor het eerst geldig gepubliceerd in 2004 door Bano & Karmi.